# Meesvliegenvanger
De meesvliegenvanger (Fraseria plumbea, synoniem: Myioparus plumbeus) is een zangvogel uit de familie Muscicapidae (vliegenvangers).

## Verspreiding en leefgebied
Deze soort telt 3 ondersoorten:
- F. p. plumbea: van Senegal en Gambia tot zuidelijk Soedan, zuidwestelijk Ethiopië, westelijk Kenia, noordwestelijk Tanzania, centraal Congo-Kinshasa en Gabon.
- F. p. orientalis: van oostelijk Kenia tot oostelijk Zuid-Afrika.
- F. p. catoleuca: van Angola tot zuidoostelijk Tanzania, centraal Zimbabwe en noordelijk Zuid-Afrika.